# Идеално лоша
Идеално лоша е тринайсетият албум на Цеца, издаден през 2006 г. от Ceca Music & Miligram Music. Съдържа 10 песни.

## Песни
Албумът съдържа следните песни:
| №   | Име                 | Текст                                 | Музика                  | Аранжимент         | Продължителност |
| --- | ------------------- | ------------------------------------- | ----------------------- | ------------------ | --------------- |
| 1.  | Лепи громе мој      | Марина Туцакович, Лиляна Йоргованович | Александър Милич - Мили | Александър Милич   | 04:41           |
| 2.  | Идеално лоша        | Марина Туцакович, Лиляна Йоргованович | Александър Милич        | Александър Милич   | 04:03           |
| 3.  | Манта, манта        | Марина Туцакович, Лиляна Йоргованович | Александър Милич        | Александър Милич   | 03:23           |
| 4.  | Пиле                | Марина Туцакович                      | Александър Милич        | Александър Милич   | 04:25           |
| 5.  | Чуло бола           | Марина Туцакович                      | Александър Перишич      | Александър Перишич | 02:53           |
| 6.  | Понуђен ко почашћен | Марина Туцакович                      | Александър Милич        | Александър Милич   | 04:43           |
| 7.  | Кожа памти          | Марина Туцакович, Лиляна Йоргованович | Александър Перишич      | Александър Перишич | 03:39           |
| 8.  | Чудо                | Марина Туцакович, Лиляна Йоргованович | Александър Милич        | Александър Милич   | 03:49           |
| 9.  | Виски               | Марина Туцакович                      | Александър Милич        | Александър Милич   | 03:26           |
| 10. | Реком без воде      | Марина Туцакович                      | Александър Милич        | Александър Милич   | 04:19           |

Гост-беквокалист на песен 1 - Желко Йоксимович

## Видео клипове
1. Лепи громе мој

## Концерт
Промоцията на албума се състоя на 17 юни 2006 година на Ушче, Белград, пред публика от над 150 000 души, продължителността на концерта над 3 часа и половина.